# 上海市白茅岭监狱
上海市白茅岭监狱（白茅岭农场）是中華人民共和國上海市管轄的一個監獄，地點位於安徽省广德市和郎溪縣交界處，面積40.5平方公里。

## 歷史
白茅岭農場始建於1956年3月，位于蘇浙皖三省交界的荒山中，正式名字為「上海市第二勞動改造管教總隊」。
2002年9月，新建白茅岭中心监区，占地200余亩，总建筑面积42192平方米。2018年4月，白茅岭农场與白茅嶺監獄分離，白茅嶺農場被上海市监狱管理局移交給光明集團。
1956年，枫树岭建立农场医务室。1957年迁址。1959年改为上海市白茅岭农场医院。1966年再次迁址。
2018年，上海市白茅岭学校劃歸寶山區教育局。

## 被關押者
- 陈关通，共产党曾經安插在國民黨內的间谍 [7]
- 宋健人，共产党曾經安插在國民黨內的间谍，　1980年1月8日死于狱中 [8]
- 姚莲蒂，26岁死于狱中 [9]
- 刘氏父子。父亲刘壮寰被指反革命死于狱中，刘壮寰13岁的兒子刘欣虎被囚禁25年[10]
- 凌宪扬，国民党印钞厂厂长，1958年9月死于狱中。[11]
- 陈歌辛，曲作家，1961年死于白茅岭农场。
- 倪柝声，中国基督教新教领导人，1972年死于白茅岭农场。
- 刘文忠，刘文辉弟弟，著有《白茅嶺農場舊事》，《风雨三部曲》等。
- 阚中幹之妻，被共产党囚禁狱中五年 [12]